# منطقة طنجة الدولية
منطقة طنجة الدولية (الإنجليزية: The Tangier International , الفرنسية: Zone Internationale de Tanger , الإسبانية:Zona Internacional de Tánger , البرتغالية: Zona Internacional de Tânger , السويدية:
Tangier International Zon , الهولندية:
Internationale Zone van Tanger)هي منطقة دولية مساحتها 343 كيلومتر مربع - 144 ميل مربع - تحيط بمدينة طنجة المغربية في غرب منطقة الريف شمال المغرب تحت إدارة مشتركة بين المملكة المتحدة وفرنسا وإسبانيا (فيما بعد: البرتغال، بلجيكا، هولندا، السويد، الولايات المتحدة الأمريكية) وذلك خلال فترة الحماية الفرنسية على المغرب والاحتلال الإسباني لمنطقة الريف وكانت قائمة في الفترة ما بين 18 ديسمبر 1923 حتى 29 أكتوبر 1956 وذلك عند استرداد المغرب للمنطقة.
كانت المنطقة تحكم وفقا لبنود بروتوكول طنجة وتم تكوين هيئة تشريعية دولية لحكم المدينة على الرغم من احتفاظ سلطان المغرب بسيادته على المنطقة وبالقضاء بين السكان الأصليين (المغاربة). كان تعداد سكان المنطقة 60 ألف نسمة عام 1939 و 150 ألف نسمة عام 1950 .

## تاريخ المشروع

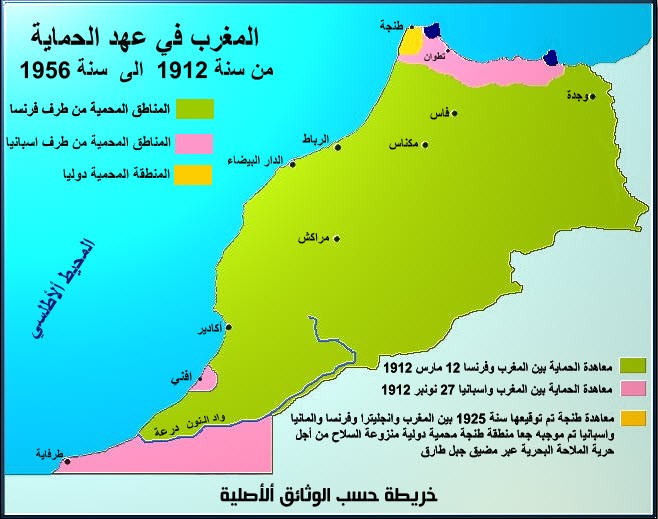
المغرب في عهد الحماية (1912 - 1956)

- المغرب في عهد الحماية (1912 - 1956)1904 : بريطانيا تنشئ مستعمرة في طنجة «طنجة البريطانية»
- 8 أبريل 1904 : جعل الاتفاق الودي البريطاني الفرنسي طنجة منطقة دولية.
- 3 أكتوبر 1904 : نص البند 9 من المعاهدة الفرنسية الأسبانية على الوضعية الدولية لطنجة.
- 7 أبريل 1906 : لم يحسم مؤتمر الجزيرة الخضراء في وضعية طنجة.
- 30 مارس 1912 : نص الفصل 1 من اتفاقية الحماية الفرنسية على المغرب على بقاء طنجة على حالتها الخصوصية وانهاء مستعمرة طنجة البريطانية.
- 27 نونبر 1912 : نصت اتفاقية فرنسا إسبانيا على استحداث منطقة جديدة بطنجة.
- 1914 - 1918 : انشغال فرنسا وبريطانيا بظروف الحرب العالمية الأولى.
- 18 ديسمبر 1923 : لحل الخلاف بين فرنسا وإسبانيا والمملكة المتحدة على حكم المنطقة تم جعل طنجة منطقة دولية منزوعة السلاح وفقا لاتفافقية دولية وقعت في باريس بين الأطراف الثلاثة عرفت ببروتوكول طنجة.
- 14 مايو 1924 : رغم ظهور بعض الخلافات بشأن الاتفاقية فقد تم تصديقها من الدول الثلاثة.
- 1925 : تنفيذ بروتوكول طنجة وتطبيق النظام الدولي لطنجة.
- 1928 : تم تعديل الاتفاقية وانضمام كلاََ من البرتغال، بلجيكا، إيطاليا، والسويد للاتفاقية.
- 1929 : انضام هولندا للاتفاقية.
- كانت المنطقة تمتلك البرلمان الخاص بها ويتكون من 36 عضواََ: 27 أجنبيا كل دولة تمثل بثلاث أعضاء و 9 مغاربة 6 منهم مسلمين و 3 يهود بالإضافة للمندوب السلطاني المغربي الذي يرأس المجلس ولكن لا يمتلك حق التصويت وهو الذي يضع القوانين التي تخضع لها المنطقة ويخضع البرلمان لمراقبة لجنة تتكون من قناصل الدول الموقعة على الاتفاقية، وكانت السلطة التنفيذية مناطة بمسؤول تنفيذي يختاره البرلمان ليكون حاكم المنطقة ويدعى المحافظ أو المدير وتكون مدته 6 سنوات، أما بالنسبة للقضاء فقد أقاموا محاكم مختلطة من سبع قضاة قاض من كل كل دولة مشتركة في الاتفاقية ونتيجة لذلك قامت هذه الدول بإلغاء محاكمها القنصلية التي كانت تقوم بنفس العمل. اكتسبت المنطة سمعة جيدة كونها متعددة الثقافات والأديان بينما كان المغاربة ينظرون إليها على أنها منطقة مصابة بالطاعون وينتشر فيها الكفار.
- 14 يونيو 1940 : احتلال إسبانيا للمنطقة في نفس اليوم الذي سقطت فيه باريس بيد الألمان، ولكن على الرغم من دعوات الكاتب رافائيل سانشيز مازاس وغيره من القوميين الإسبان لاحتلال «طنجة الإسبانية» وضمها رسميا لإسبانيا فإن نظام فرانكو اعتبر احتلال طنجة وضع حربي مؤقت.
- نوفمبر 1940 : نشوب أزمة دبلوماسية بين بريطانيا وإسبانيا على خلفية إلغاء الأخيرة للمؤسسات الدولية في المنطقة.
- مايو 1944 : فرانكو يطرد كل الدبلوماسيين الألمان من المنطقة على الرغم من كونها نقطة الاتصال بين نظام فرانكو ودول المحور خلال الحرب الأهلية الإسبانية.
- 11 أكتوبر 1945 : المنطقة تعود لوضعها الدولي ما قبل الحرب وانضمام الولايات المتحدة الأمريكية والاتحاد السوفيتي إلى الاتفاقية.
- يوليو 1952 : الدول الموقعة على بروتوكول طنجة تجتمع في الرباط لتقرير مستقبل المنطقة.
- 29أكتوبر 1956: إنهاء النظام الدولي واسترجاع المغرب لسيادته على طنجة.

## بنية الدولة التنظيمية
- أقر بروتوكول طنجة الموقع بباريس من قبل فرنسا وإسبانيا والمملكة المتحدة في 18 ديسمبر 1923 وتعديلاته في 1928 نظام معين للدولة:
- المندوب السلطاني: يمثل السلطان المغربي، يحرص على احترام المغاربة للنظام الدولي، يترأس المجلس التشريعي لكن ليس له حق التصويت ويقوم بالقضاء بين المغاربة وبعضهم.
- المجلس التشريعي: يتكون من 36 نائبا قبل الحرب العالمية الثانية منهم 27 نائبا أجنبيا 3 نواب عن كل دولة موقعة على البروتوكول و 9 مغاربة: 6 مسلمين و 3 يهود ويقوم المجلس بسن القوانين التنظيمية وتعيين محافظ طنجة.
- المدير أو المحافظ: يتولى المنصب لمدة 6 سنوات ويعينه المجلس التشريعي.
- الدرك: ينقسم إلى مشاة وخيالة يهتم بالشؤون الأمنية ويعتبر بمثابة جهاز الشرطة في المنطقة.
- لجنة المراقبة: تتكون من قناصل الدول الموقعة على بروتوكول طنجة وتجتمع مرتين في الشهر وتعتبر الجهة الحاكمة الفعلية.
- محكمة مختلطة: تتكون من 7 قضاة تفصل في النزاعات الجنائية والمدنية والتجارية.

## الوضعية الاقتصادية
- كان النظام الاقتصادي نظام السوق الحر اعتمد بشكل كبير على التهريب وشمل كل أنواع السلع حتى السلاح، وكذلك اعتمد على: الخدمات، المصارف، العقارات، التجارة الخارجية، الشحن والتفريغ، الاستيراد والتصدير، الخدمات البحرية للسفن من شحن بالطعام والوقود، ولعب ميناء المدينة دور مهم في الاقتصاد، وقد ساعد على ذلك موقع المنطقة المتميز على مدخل البحر المتوسط، واعتمد الاقتصاد بشكل أقل على السياحة والدعم المقدم من الدول المحتلة، وكذلك وجدت بعض المصانع والصناعات وساعد على نمو المنطقة اقتصاديا عدة عوامل أهمها: ضعف أجور العمال وانخفاض الرسوم الجمركية وقلة الضرائب وانخفاض أسعار العقارات والأراضي بالنسبة لمناطق أخرى في العالم وموقع المنطقة المتميز عند المدخل الجنوبي للبحر المتوسط قبالة شواطئ أوروبا.

## السكان
- امتازات المنطقة بتعدد الديانات والأعراق والثقافات مماجعل السكان المحليين يصفونها بأنها منطقة مصابة بالطاعون وينتشر فيها الكفار

```
وكان السكان يقسمون لقسمين:
```

```
* الأجانب وهم من الدول الموقعة على البروتوكول ودول أخرى كألمانيا والنمسا والمجر وبولندا وغيرها ولقد تحكموا في الاقتصاد وامتلكوا الشركات والمكاتب العقارية والمصارف وغيرها كما أنهم يمثلون الأغلبية في البرلمان وكانوا يدينون بالمسيحية واليهودية وتحول القليل منهم للإسلام.
```

```
* المغاربة من عرب وأمازيغ ورغم كونهم الأغلبية الكاسحة من السكان، فقد كانت أوضاع المغاربة صعبة للغاية، وزاولوا أنشطة متواضعة كخدام البيوت وتجار وحرفيون صغار، وكان تمثيلهم البرلماني لا يعبر عن نسبتهم الحقيقية في المجتمع وكانوا يدينون بالإسلام وأقلية يهودية.
```

## الأحداث الرئيسية

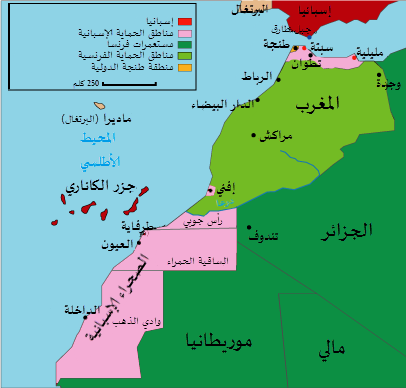
تقسيم المغرب

عارضت فرنسا في 12 أكتوبر 1945 وإسبانيا في 29 أكتوبر 1946 قيام السلطان سيدي محمد بن يوسف - محمد الخامس - زيارة طنجة، وقرر السلطان المغربي زيارة طنجة يوم 9 أبريل 1947، وحرصا منها على عرقلة زيارة السلطان افتعلت السلطات الفرنسية أحداث الدار البيضاء يوم 7 أبريل 1947، وقد قتل فيها 61 وجرح 65 مغربي على يد القوات السنغالية المنضوية تحت لواء الجيش الفرنسي في مؤامرة فرنسية خبيثة لضرب المسلمين ببعضهم وافتعال فتنة عرقية بين العرب والأمازيغ من جهة والأفارقة من جهة أخرى. ورغم ذلك قام السلطان بزيارة وطنية وتاريخية إلى طنجة امتدت من 9 إلى 13 أبريل 1947 .و قد أكد السلطان في خطابه بطنجة يوم 10 أبريل على وحدة المغرب الترابية واستقلاله وشمولية سلطة الملك على مجموع تراب البلاد وعلى أن مستقبل المغرب مرتبط بالإسلام وبالعالم العربي وجامعة الدول العربية.
نتج عن الزيارة تقوية الروابط بين الملك والشعب المغربي والحركة الوطنية حيث التقى السلطان محمد الخامس ببعض قادة الحركة الوطنية خلال إقامته بطنجة. وانتقاماََ عينت فرنسا مقيماََ عسكرياََ جديداََ هو الجنرال جوان ولقنته تعليماتٍ صارمةً تسمح له بتهديد السلطان بالخلع لإرغامه على إتباع مخططات سلطات الحماية الفرنسية، لكن السلطان أصر على ضرورة رحيل فرنسا من المغرب وتحقيق الحرية والاستقلال.

## قائمة حكام المنطقة
| Tenure                            | Incumbent | Notes |
| --------------------------------- | --- | --- |
| 1926 إلى 19 أغسطس 1929            | بول ألبيرج , محافظ (فرنسا) | |
| 19 أغسطس 1929 إلى 14 يونيو 1940   | جوزيف لو فير, محافظ (فرنسا) لمدة دورتين متتاليتين | |
| 14 يونيو 1940                     | سيطرة مغربية على المنطقة تحت قيادة إسبانية | سيطرة مغربية على المنطقة تحت قيادة إسبانية |
| 14 يونيو إلى 1 أغسطس 1940         | جوزيف لو فير , محافظ (فرنسا) | |
| 1 أغسطس إلى 4 نوفمبر 1940         | ايمانويل أميفا, محافظ (إسبانيا) | |
| 4 نوفمبر 1940                     | تم ضمها إلى المغرب الإسبانية | تم ضمها إلى المغرب الإسبانية |
| 4 نوفمبر 1940 إلى 16 مارس 1941    | أنطونيو يوستي, حاكم عسكري (إسبانيا) | |
| 16 مارس 1940 إلى 18 نوفمبر 1942   | يوريات, حاكم عسكري (إسبانيا) | |
| 18 نوفمبر 1942 إلى 11 أكتوبر 1945 | بوتاوس, حاكم عسكري (إسبانيا) | |
| 11 أكتوبر 1945                    | عودة الإدارة المشتركة لبريطانيا العظمى وفرنسا وإسبانيا والبرتغال وإيطاليا، بلجيكا، هولندا، السويد، الولايات المتحدة الأمريكية والاتحاد السوفيتي للمنطقة | عودة الإدارة المشتركة لبريطانيا العظمى وفرنسا وإسبانيا والبرتغال وإيطاليا، بلجيكا، هولندا، السويد، الولايات المتحدة الأمريكية والاتحاد السوفيتي للمنطقة |
| 11 أكتوبر 1945 إلى 18 يونيو 1948  | لويس انطونيو دي ماجالهايس كوريا, محافظ (البرتغال) | |
| أغسطس 1948 إلى 9 أبريل 1951       | Jonkheer H.F.L.K. van Vredenburch, محافظ (هولندا) | |
| 9 أبريل 1951 إلى 29 يونيو 1954    | خوسيه لويس آرتشر, محافظ (البرتغال) | |
| 21 يونيو إلى ديسمبر 1954          | الأمير إتيان دي كروي, محافظ (بلجيكا) | |
| 4 يناير 1955 إلى 5 يوليو 1956     | روبرت فان دي كيركوف دي هوليباست, محافظ (بلجيكا) | |

## قائمة رؤوساء البرلمان
| Tenure                       | Incumbent                                                                                      | Notes    | 1923 إلى 16 مارس 1941 | محمد على التازي بو عشران, مندوب السلطان المغربي ورئيس البرلمان، (المغرب) لمدة 3 دورات متتالية | 1st Term |
| 16 مارس 1941 إلى أكتوبر 1945 | شاغر                                                                                           |          |                       |                                                                                               |          |
| أكتوبر 1945 إلى 1954         | محمد على التازي بو عشران, مندوب السلطان المغربي ورئيس البرلمان، (المغرب) لمدة دورتين متتاليتين | 2nd Term |                       |                                                                                               |          |
| 1954 to 8 July 1956          | أحمد التازي بو عشران, مندوب السلطان المغربي ورئيس البرلمان، (المغرب)                           |          |                       |                                                                                               |          |